# Oplegnathidae
Oplegnathidae é uma família de peixes da subordem Percoidei, superfamília Percoidea.

## Espécies
- Oplegnathus conwayi Richardson, 1840
- Oplegnathus fasciatus (Temminck & Schlegel, 1844)
- Oplegnathus insignis (Kner, 1867)
- Oplegnathus peaolopesi Smith, 1947
- Oplegnathus punctatus (Temminck & Schlegel, 1844)
- Oplegnathus robinsoni Regan, 1916
- Oplegnathus woodwardi Waite, 1900